# 梅塞德丝·阿劳斯
梅塞德絲·羅莎爾芭·阿勞斯·費爾南德斯（Mercedes Rosalba Aráoz Fernández，1961年8月5日—），秘魯經濟學家、學者、政治人物。阿勞斯曾於2006年至2009年間擔任外貿與旅遊部長，隨後被任命為財政部長。2016年4月，阿勞斯被選為國會議員（任期為2016至2021年）。同年6月，佩德罗·巴勃罗·库琴斯基被選為總統，阿勞斯被選為第二副總統。2017年9月17日，出任新任秘魯總理。2019年9月30日，秘魯國會宣布中止马丁·比斯卡拉总统的职务，并任命阿劳斯为秘鲁代理总统。但秘魯政府拒絕承認。阿勞斯因此拒絕接任總統，故在2019年10月1日，辭去秘魯第一副總統以及代理總統。可是國會在大半年後才接受請辭。